# Беспредел на окраине
«Беспредел на окраине» («Убийство в пригороде»; англ. Suburban Mayhem) — австралийский фильм, вышедший на экраны в 2006 году.

## Сюжет
Катрина Скиннер — агрессивная и развязная девушка, молодая мать. Главный мужчина в её жизни не нынешний парень Расти, помогающий воспитывать ребёнка, а брат Дэнни, приговорённый к пожизненному заключению за жестокое убийство. Отношения Катрины с отцом всегда были сложными, но особенно накалились после приговора, так как девушка считает, что необходимо было продать дом и нанять на вырученные деньги лучших адвокатов. Сама Катрина не работает, и в материальном плане полностью зависит от отца, но несмотря на это с каждым днём всё больше и больше ненавидит его. Ситуацию усугубляет и то, что Джон Скиннер решает, что его маленькой внучке будет лучше с ним или с органами опеки, чем с такой матерью, как Катрина. Это становится последней каплей, и девушка приходит к выводу, что единственный способ сохранить родительские права, а заодно и стать единственной хозяйкой дома — это убить своего отца. Она соблазняет Кенни, инфантильного друга Дэнни, и разрабатывает план, как с помощью него и Расти навсегда избавиться от ненавистного родителя, не замарав при этом руки.

## В ролях
| Актёр           | Роль            |
| --------------- | --------------- |
| Эмили Барклай   | Катрина Скиннер |
| Лоуренс Брюлс   | Дэнни Скиннер   |
| Майкл Дорман    | Расти           |
| Роберт Морган   | Джон Скиннер    |
| Энтони Хэйес    | Кенни           |
| Миа Васиковска  | Лилия           |
| Женевьева Лемон | Диана           |
| Стив Бастони    | Роберт Андретти |

## Релиз
Премьера фильма «Беспредел на окраине» состоялась на Каннском кинофестивале в 2006 году, в программе «Особый взгляд». В этом же году фильм участвовал в Торонтском кинофестивале, кинофестивалях в Мельбурне и Чикаго.
В 2007 году фильм был выпущен на DVD.

## Саундтрэк
Информация о саундтреке приведена в соответствии с данными IMDb
- Adalita Srsen — «Double Dare»
- Dirt Radio — «Choci Loni», «Constantly Changing»
- Magic Dirt — «Sucker Love», «Daddy»
- Billy Childish — «Troubled Mind»
- Your Wedding Night — «In Out»
- The Spazzys — «Paco doesn’t love me», «The Sunshine Drive»
- Bird Blobs — «Inbred Disco»
- The Red Sun Band — «Devil Song»
- Сьюзи Кватро — «48 Crash»
- David Hobson — «La Boheme — Che Gelida Manina»
- Little Birdy — «This is a love song»